# Robert Stuart d'Aubigny
Robert Stuart d'Aubigny, conte di Beaumont-le-Roger, signore di Aubigny (1470 – 1544), è stato un militare francese.

## Biografia
Di origine scozzese, era il secondo figlio di John, e nipote di Alan Stuart conte di Lennox († 1439), e di Catherine Seton.
Prese servizio nel 1493 nel corpo delle Cento Guardie scozzesi della guardia reale comandata da suo fratello Guglielmo.
Spesso confuso col suo parente Bérault Stuart d’Aubigny (1452-1508) e suocero, avendone sposato la figlia ed erede di nome Anne, fu anch'egli al servizio dei re di Francia Carlo VIII e Luigi XII, quando suo suocero Bérault era connestabile del Regno delle Due Sicilie ed ebbe grande parte durante la vittoriosa battaglia di Seminara del 1495.
Prese parte alle guerre d'Italia, distinguendosi nella difesa di Novara nel giugno del 1513 e partecipando alla presa di Bologna, di Genova e in seguito alla battaglia di Agnadello e alla battaglia di Ravenna. Nel 1501 eseguì l'ordine di distruzione di alcuni feudi dei Colonna nello Stato Pontificio, tra cui Marino e Cave.
Fece rientro in Francia nel 1513 con l'armata comandata da Louis de la Trémoille e fu nominato Maresciallo di Francia nel 1514 e il re Francesco I lo riconfermò l'anno seguente.
Comandante dell'armata di spedizione in Italia, prese parte alle battaglie di Marignano il 13 e il 15 settembre 1515 e di Pavia, il 24 febbraio 1525.
Fu al servizio nuovamente di Francesco I durante la guerra di Provenza del 1536; morì nel 1544.